# Regnéville-sur-Meuse
Regnéville-sur-Meuse é uma comuna francesa na região administrativa de Grande Leste, no departamento de Meuse. Estende-se por uma área de 3,81 km². Em 2010 a comuna tinha 51 habitantes (densidade: 13,4 hab./km²).